# Фридрих Грюнангер
Фридрих Грюнангер (на немски: Friedrich Grünanger) e архитект от немско–трансилвански произход, живял и работил в България.

## Биография
Роден е на 25 януари 1856 година в Шесбург, Австро-Унгария, днес Сигишоара, Румъния. Следва при проф. Фридрих фон Шмит в специализираната школа по архитектура при Академията за изящни изкуства във Виена през 1877 – 1879 г. Грюнангер е представител на късния историзъм, на еклектичния стил и виенския барок и сецесион.
От 1879 г. е назначен в Дирекцията на обществените сгради към Министерството на вътрешните работи на България и градски архитект на Разград, след това придворен архитект на княз Александър Батенберг и княз Фердинанд.
Той е автор на многобройни забележителни жилищни и обществени сгради в България, като проектира и строи с прекъсвания предимно в София до 1914 г. През 1908 г. Грюнангер се пенсионира и се връща в Австро-Унгария, като се установява в Залцбург. В периода 1911 – 1914 г. е отново в София, но Първата световна война прекратява дейността му в България. Умира на 14 декември 1929 година в Залцбург на 73-годишна възраст.

## Памет
През 2012 година на Фридрих Грюнангер е наречена улица в софийския жилищен комплекс „Овча купел“ (Карта).

## Проекти
По проекти на Фридрих Грюнангер са построени:
- Разград – Мавзолей на руските воини (1879 – 1880), сградата на гимназията (1885 г.)
- Русе – Окръжно управление в Русе, днес Регионален исторически музей (1879 – 1882 г.) – първата административна сграда в България, строена за тази цел след Освобождението

- Русе – първата флотска наблюдателна кула и метеорологична станция в България (1883 г.)
- София – втора част от реконструкцията на Княжеския дворец Ф. Грюнангер проектира източното крило на двореца, 1893 – 94 г. (днес там се помещава Националният етнографски музей) и оформя днешния му вид с обща застроена площ от 2500 m², 80 помещения и 20 дка двор, превърнат в парк
- София – двуетажна къща с мансарда на Анна Пулиева, (1899 г.)
- Варна – Мъжката гимназия
- София – къщата на адвоката Хараламби Сърмаджиев, български дипломатически агент във Виена (1903 – днес резиденция на турския посланик)
- София – Духовната академия – Богословски факултет на Софийския университет (1904 – 1908 г.) с живописно оформление на фасадата на проф. Никола Ганушев и др. и украса на Рихард Харди и Анджело Филоти (1923 – 1925)
- Кюстендил – Педагогическото училище (днес сградата на Община Кюстендил) (1889 – 1894)
- Софийската духовна семинария, издигната заедно с църквата „Св. Ив. Рилски“ (1902 – 1914 г.) – първата му значима обществена поръчка
- София – Синагогата (1904 – 1909)
- София – Румънската православна църква „Св. Троица“ (1905 – 1908)
- Централна минерална баня в София – идеен проект съвместно с арх. Петко Момчилов (1904 г.); сградата е изпълнена по проект и ръководство на арх. Петко Момчилов (1906 – 1915).
- София – паркът на територията на Военната академия (1906 г.)
- София – къщата на финансиста Димитър Яблански (1907, до 1993 г. посолство на Китайската народна република);
- София – къщата на военния полк. Васил Петев (вер. 1903 – 8) на ул. „Кракра“ 26 (съборена 1939 – 1940);
- София – Народно осигурително дружество „Балкан“, пл. „Александър I“ (1913);[1]
- Бургас – къщата на търговеца Найден Марков (1907 - 1908); среща се и недоказана теория, че е проектирал и Синагогата в града (1906 – 1908 ?);
- Залцбург, собствена къща – „Villa Hedwig“ (1909 – 1910).

## Галерия
- Княжески дворец в София, Ф. Грюнангер проектира източното крило 1893 – 94 г.
- Синагогата в София
- Къщата на Яблански в София
- Централна баня в София
- Мавзолеят костница в Разград
- Румънската православна църква „Св. Троица“ в София